# Оттенштайн
Оттенштайн (нім. Ottenstein) — громада в Німеччині, розташована в землі Нижня Саксонія. Входить до складу району Гольцмінден. Складова частина об'єднання громад Боденвердер-Полле.
Площа — 13,59 км2. Населення становить 1157 ос. (станом на 31 грудня 2021).

## Галерея

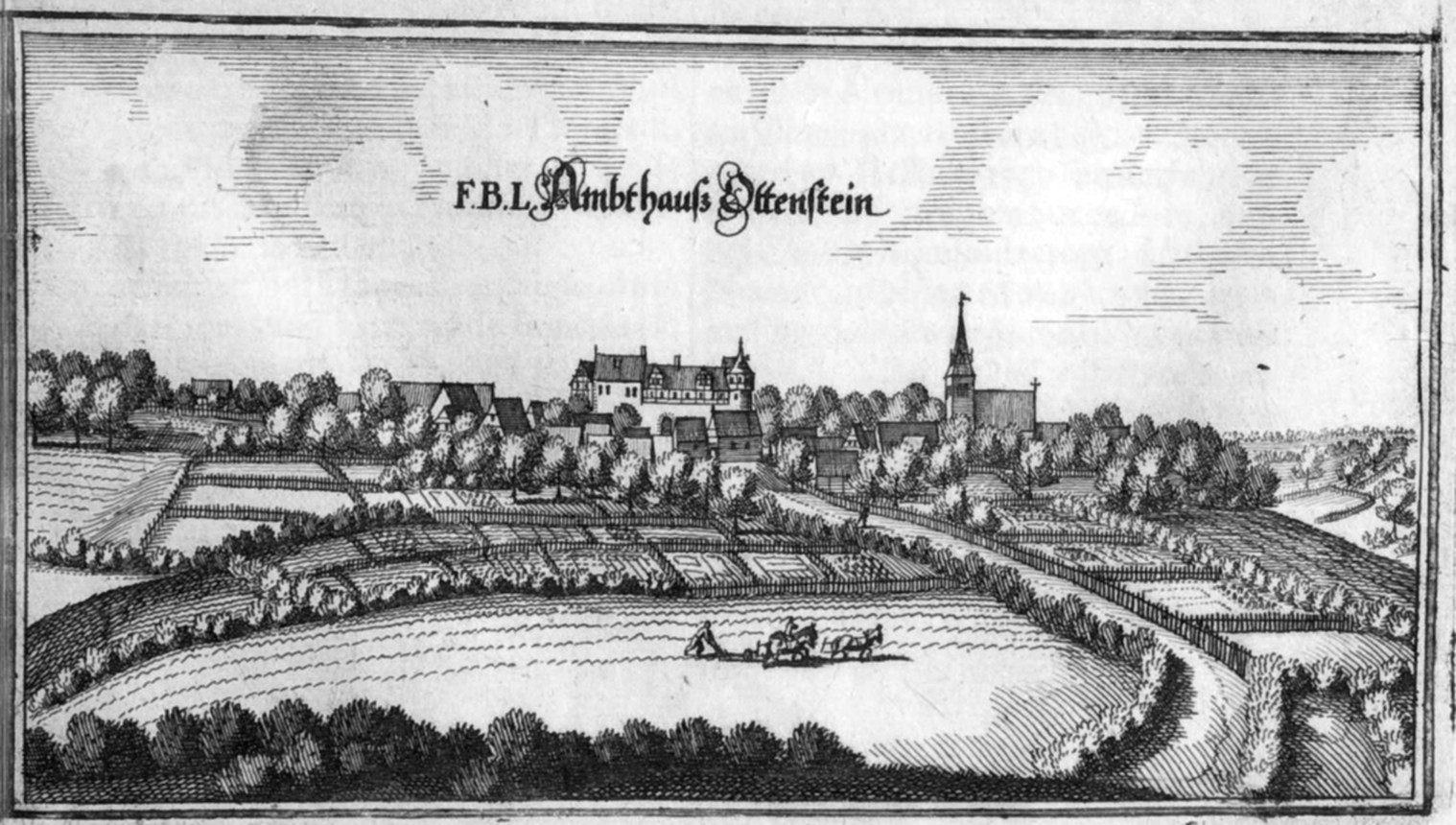
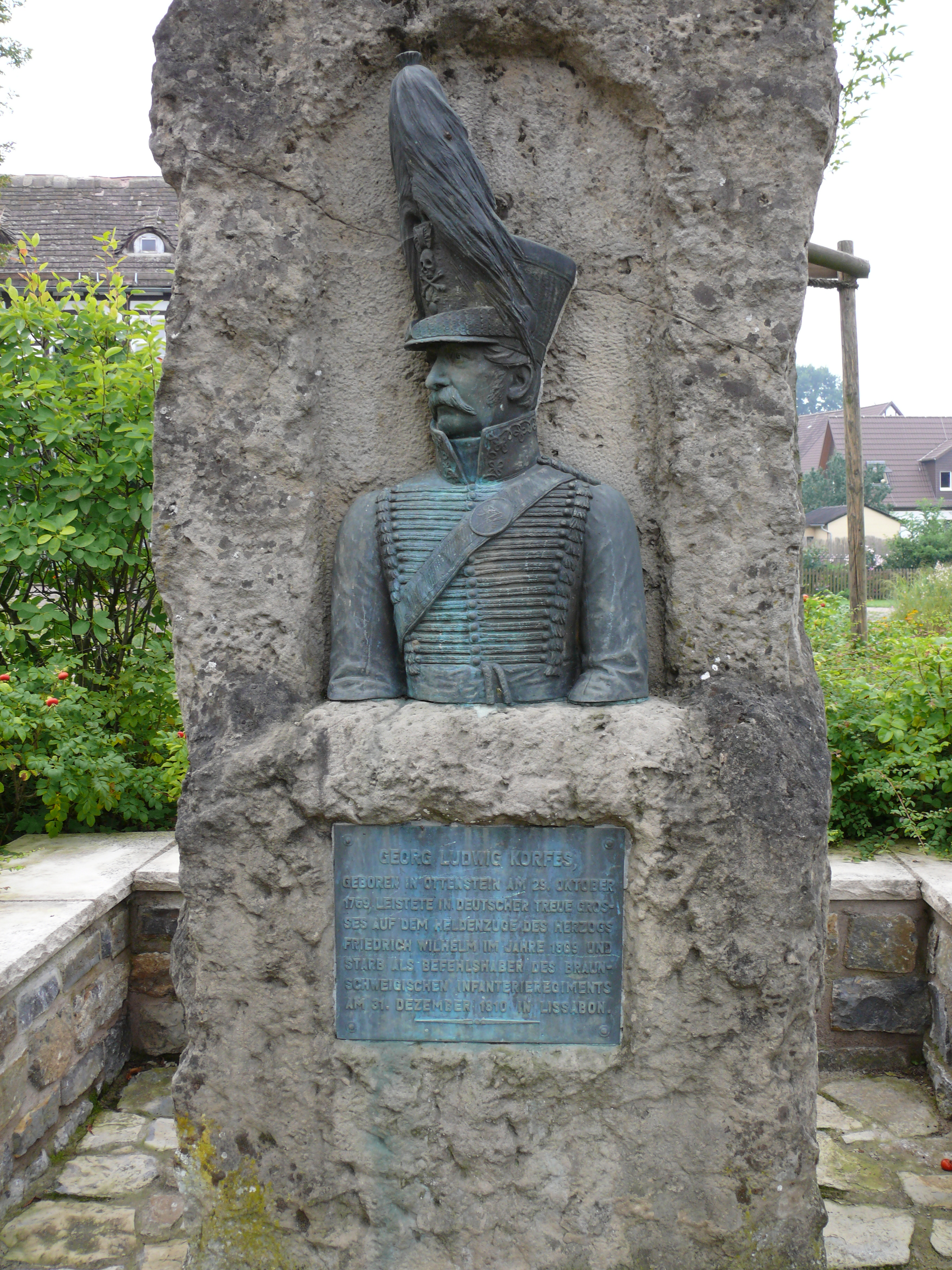